# Vyantara
Vyantara ist eine jainistische Göttergruppe.
Die Vyantara bilden die zweithöchste der vier Götterklassen:
1. Bhavanavāsin
2. Vyantara
3. Jyotiṣka
4. Vaimānika

Innerhalb der Vyantara werden acht Gruppen unterschieden, die sich durch Lebensdauer, Körpergröße und Körperfarbe unterscheiden. Diese Gruppen sind:
- Piśakas
- Bhūtas
- Yakśas
- Rākśasas
- Kinnaras
- Kimpuruśas
- Mahoragas
- Gandharvas